# The Georgia Satellites
The Georgia Satellites is een Amerikaanse southern rockband uit Atlanta, Georgia. Ze zijn vooral bekend om hun Amerikaanse #2-single Keep Your Hands to Yourself uit 1986.

## Bezetting
Huidige bezetting
- Fred McNeal (leadzang, achtergrondzang, ritmegitaar, 2013–present)
- Rick Richards (leadgitaar, leadzang, achtergrondzang, 1982-1984, 1985-1990, 1993-present)
- Bruce Smith (basgitaar, achtergrondzang, 2013–present)
- Todd Johnston (drums, 2001–present)

Voormalige leden
- Dan Baird (leadzang, achtergrondzang, ritmegitaar, 1982–1984, 1985–1990)
- Keith Christopher (basgitaar, achtergrondzang, 1982)
- Rick Price (basgitaar, achtergrondzang, 1985–1990, 1993–2013; leadzang, 1993–2013)
- Dave Hewitt (basgitaar, 1982–1984)
- Randy DeLay (drums, 1982–1984; †1993)

- Mauro Magellan (drums, 1985–1990)
- Kenny Head (keyboards, 1998–2013)
- Billy Pitts (drums, 1993–2000)
- Mac Crawford (drums, 2000–2001)
- Jeremy Graf (ritmegitaar, 1995–1997)

## Geschiedenis
In 1980 vormden Dan Baird (voorheen gitarist van de band Nasty Bucks in Atlanta) samen met leadgitarist Rick Richards, bassist Keith Christopher (voorheen van The Brains) en drummer David Michaelson de band Keith & the Satellites in Atlanta, Georgia. Na optredens in lokale bars veranderde de bezetting van de band. Met de nieuwe bassist Dave Hewitt (voorheen bij Babe Ruth), en de nieuwe drummer Randy DeLay, namen ze een zes nummers tellende demo op in de Axis Studios in Atlanta. Gedurende deze tijd veranderde de band hun naam in Georgia Satellites en speelde ze elke maandag in Hedgens, een bar in de wijk Buckhead (Atlanta). Jeff Glixman, die artiesten als Paul Stanley, Kansas, Gary Moore, Yngwie Malmsteen en Black Sabbath had geproduceerd, gemixt en geremasterd, werd aangeworven voor productie. Maar kort nadat de demo was opgenomen, ging de band uit elkaar in de zomer van 1984. DeLay trad later op met de Tony Sarno Band en de Hell Hounds rond het muziekcircuit van Atlanta, voordat hij in 1993 overleed aan kanker.
Hoewel de bandleden vonden dat ze geen vooruitgang boekten op hun muzikale pad en uit elkaar waren gegaan, bracht hun Engelse manager Kevin Jennings de demo naar het kleine platenlabel Making Waves uit Yorkshire, die het materiaal goed vond en de demo uitbracht als de ep Keep the Faith in 1985. De reactie van de pers op de ep was positief en bracht de band ertoe zich te hergroeperen in de Verenigde Staten. Baird speelde met The Woodpeckers in North Carolina. Richards bleef in Atlanta met de Hell Hounds, waaronder zowel Mauro Magellan (drums) als Rick Price (bas). Nu Baird in wezen toetrad tot de Hell Hounds, werden de Georgia Satellites herboren en begonnen Amerikaanse platenlabels de band op te merken.
In 1986 tekende de band bij Elektra Records en werd herenigd met Glixman om hun debuutalbum op te nemen in de Cheshire Sound Studios in Atlanta. Het album Georgia Satellites was hun meest succesvolle lp, met het nummer Keep Your Hands to Yourself. Het nummer bereikte #2 in de Billboard Hot 100, alleen overtroffen door Bon Jovi's Livin' on a Prayer. Het ging in zware rotatie op MTV. Andere minder bekende nummers waren Battleship Chains (#86), geschreven door Terry Anderson en Can't Stand the Pain, maar de Georgia Satellites hadden nooit meer een Top 40-hit. Datzelfde jaar ontstonden de MTV Video Music Awards. Mary Deacon won voor «Beste Art Director» in de videoclip Keep Your Hands to Yourself. In 1988 nam de band een cover op van The Swinging Blue Jeans-hit Hippy Hippy Shake uit 1964 voor de film Cocktail. Uitgebracht als single, bereikte het nummer #45 in de Billboard hitlijst. In dat jaar bracht de band hun tweede album Open All Night uit, die een cover van het door Ringo Starr geschreven Beatles-nummer Don't Pass Me By bevatte, hoewel het album niet zo succesvol was als hun debuut. De single Open All Night, ondersteund door Dunk 'n' Dine, kon zich niet plaatsen in de hitlijsten. Het derde studioalbum In the Land of Salvation and Sin werd uitgebracht in 1989, met heropnamen van Six Years Gone en Crazy van de ep uit 1985. Hoewel het album zeer positieve recensies ontving, deed het commercieel ook niet goed en Baird verliet de band in 1990 om een solocarrière na te streven.
De compilatie van Let It Rock: The Best of the Georgia Satellites uit 1993 omvatte een selectie van de beste nummers van de drie studioalbums en bonusmateriaal dat was uitgebracht op de ep Another Chance (1989): Saddle Up, That Woman , en I'm Waiting For The Man. Ook inbegrepen was een liveversie van Let It Rock van Chuck Berry. Na een korte sabbatical na het vertrek van Dan Baird, herenigden de Georgia Satellites zich in 1993. Hun huidige bezetting, geleid door oorspronkelijk lid Rick Richards (lead gitaar, achtergrondzang en zang), samen met Fred McNeal (zang, ritmegitaar), Bruce Smith (bas, achtergrondzang) en Todd Johnston (drums) blijven live shows uitvoeren. Het meest recente album Shaken Not Stirred (1997) was een mix van heropnamen van hun eerdere materiaal en acht nieuwe nummers: Running Out, Let It Rock (Bye Bye Johnny), Deep in the Heart of Dixie, Anna Lee, My Fault, Shaken Not Stirred, She Fades Away en Rain.

## Discografie

### Singles
- 1986:	Keep Your Hands to Yourself
- 1986: Battleship Chains
- 1986: Railroad Steel
- 1988:	Open All Night
- 1988: Hippy Hippy Shake
- 1988: Don't Pass Me By
- 1989:	All Over But the Cryin'

### Ep's
- 1985: Keep the Faith

### Studioalbums
- 1986: Georgia Satellites
- 1988:	Open All Night
- 1989:	In the Land of Salvation and Sin
- 1997:	Shaken Not Stirred

### Compilaties
- 1993: Let It Rock: The Best of the Georgia Satellites